# Кусургашев, Максим Дмитриевич
Макси́м Дми́триевич Кусурга́шев (20 декабря 1930, Москва — 3 сентября 2002, Москва) — радиожурналист.

## Биография
По его собственному выражению, «сидел в каждом классе по два года».
В 1941 году, будучи учеником школы, Кусургашев сбежал на фронт. Был возвращён домой военными, после этого занимался до окончания войны побегами на фронт и возвращениями домой.
В 1949 году поступил в Московский государственный педагогический институт, который и окончил. В те же годы там же учились Юлий Ким, Ада Якушева, Юрий Визбор. Эта компания сначала не давала покоя деканату и ректорату вуза, позднее, с приходом Юрия Визбора на Всесоюзное радиовещание, студенческие капустники переросли во всесоюзные радиопрограммы.
После образования радиостанции «Юность» Кусургашев стал первым и бессменным корреспондентом «Молодёжного канала» на строившемся в те годы БАМе. Репортажи радиобригады под руководством Кусургашева, сделанные из таёжных посёлков Чара (где добывают минерал чароит), Тында, Лиственный принесли журналисту Кусургашеву заслуженную славу.
До самой смерти (от ожогов в результате трагического случая) Кусургашев был заместителем директора радиостанции «Юность», наставником и помощником многих радиожурналистов, взращённых им на «Молодёжном канале».

## Семья и личная жизнь
1. Жена в 1951—1968 гг. — Эвелина Сергеевна Софронова (урожденная Фомина) (1932 г.р.).
  1. Сын — Кусургашев Алексей (1952 г.р.)
    1. Внучка — Мария Кусургашева (1976 г.р.)
      1. Правнучка — Полина Кусургашева Олива (2016 г.р.)

    2. Внучка — Кусургашева Екатерина (1992 г.р.) от Марковой Марины, внучки писателя Георгия Маркова и Агнии Кузнецовой

  2. Дочь — Татьяна Кусургашева (1965 г.р.)
    1. Внук — Артём Зуев
    2. Внучка — Екатерина Зуева
2. Жена в 1968—2002 гг. — Ада Якушева
  1. Сын — Максим Кусургашев (1969 г.) Работает референтом передачи «Воскресенье в Москве» на «Радио России».
  2. Дочь — Дарья Кусургашева (Молчанова) (1973 г.). Окончила сценарный факультет ВГИКа и Высшие курсы сценаристов и кинорежиссеров. У Дарьи трое детей.

Также Кусургашев воспитывал Татьяну Визбор, дочь Юрия Визбора и Ады Якушевой.

## Слова к песням
- Старые ели — Визбор Юрий
- Прощай, Москва! — Визбор Юрий
- Большой фонарь — Визбор Юрий
- Марш молодых строителей — Визбор Юрий[2]